# Муцу Мунэмицу
Муцу Мунэмицу (яп. 陸奥 宗光, 20 августа 1844 — 24 августа 1897) — японский государственный деятель, министр иностранных дел Японии (1892—1896).

## Биография
Родился в семье самурая Датэ Мунэхиро и сторонника движения Сонно Дзёи. В годы Реставрации Мэйдзи был губернатором префектур Хёго, а с 1871 года — Канагавы. Входил в состав Гэнроина. Руководил налоговой и земельной реформой (1873—1881).
Из-за причастности к Сацумскому восстанию был заключён в тюрьму (1878—1883).
После освобождения отправился в Европу и Соединенные Штаты, затем вернулся на государственную службу в министерство иностранных дел. В 1888—1890 годах являлся послом Японии в США, на этом посту ему удалось способствовать установлению дипломатических отношений Японии с Мексикой и частично пересмотреть неравноправные договоры с Соединенными Штатами. В правительстве страны занимал должности министра сельского хозяйства и торговли (1890—1892) и министра иностранных дел (1892—1896). После инцидента в Оцу пытался повлиять на главу Верховного суда, чтобы вынести смертный приговор Цуде Сандзо и успокоить Россию, однако не смог добиться успеха. В 1894 году подписал англо-японский договор о торговле и судоходстве, который был отменен консульским судом Японии. После крестьянского восстания в Корее (1893—1895) занимал жесткую антикитайскую линию, что привело к обострению отношений с этой страной и началу Японо-китайская войны (1894—1895). После Тройственной интервенции Японии пришлось отказаться от условий Симоносекского договора, что вызвало резкую критику общественности в адрес министра иностранных дел.
В 1896 году принял решение об уходе со всех постов, переехал в Оисо, которые были опубликованы только в 1923 году, поскольку в них содержались дипломатические секреты.
В конце японо-китайской войны ему был присвоен титул кадзоку.

## Семья
|  |  |  |  |                  |                  | Граф Муцу Мунэмицу | Граф Муцу Мунэмицу | Граф Муцу Мунэмицу | Граф Муцу Мунэмицу | Граф Муцу Мунэмицу | Граф Муцу Мунэмицу |                    |                    |                    |                    |                    |                    | Графиня Муцу Рёко | Графиня Муцу Рёко | Графиня Муцу Рёко | Графиня Муцу Рёко | Графиня Муцу Рёко | Графиня Муцу Рёко |  |  |  |  |
|  |  |  |  |                  |                  | Граф Муцу Мунэмицу | Граф Муцу Мунэмицу | Граф Муцу Мунэмицу | Граф Муцу Мунэмицу | Граф Муцу Мунэмицу | Граф Муцу Мунэмицу |                    |                    |                    |                    |                    |                    | Графиня Муцу Рёко | Графиня Муцу Рёко | Графиня Муцу Рёко | Графиня Муцу Рёко | Графиня Муцу Рёко | Графиня Муцу Рёко |  |  |  |  |
|  |  |  |  |                  |                  |                    |                    |                    |                    |                    |                    |                    |                    |                    |                    |                    |                    |                   |                   |                   |                   |                   |                   |  |  |  |  |
|  |  |  |  | Графиня Исо Муцу | Графиня Исо Муцу | Графиня Исо Муцу   | Графиня Исо Муцу   | Графиня Исо Муцу   | Графиня Исо Муцу   |                    |                    | Граф Муцу Хирокити | Граф Муцу Хирокити | Граф Муцу Хирокити | Граф Муцу Хирокити | Граф Муцу Хирокити | Граф Муцу Хирокити |                   |                   |                   |                   |                   |                   |  |  |  |  |
|  |  |  |  | Графиня Исо Муцу | Графиня Исо Муцу | Графиня Исо Муцу   | Графиня Исо Муцу   | Графиня Исо Муцу   | Графиня Исо Муцу   |                    |                    | Граф Муцу Хирокити | Граф Муцу Хирокити | Граф Муцу Хирокити | Граф Муцу Хирокити | Граф Муцу Хирокити | Граф Муцу Хирокити |                   |                   |                   |                   |                   |                   |  |  |  |  |
|  |  |  |  |                  |                  |                    |                    |                    |                    |                    |                    |                    |                    |                    |                    |                    |                    |                   |                   |                   |                   |                   |                   |  |  |  |  |
|  |  |  |  |                  |                  |                    |                    | Иан Муцу           |                    |                    |                    |                    |                    |                    |                    |                    |                    |                   |                   |                   |                   |                   |                   |  |  |  |  |